# Mount Sage
Mount Sage (521 m n. m.) je kopec na ostrově Tortola v souostroví Malé Antily v severovýchodním Karibiku. Jedná se o nejvyšší bod ostrova i celého britského zámořského teritoria Britské Panenské ostrovy. Kopec leží na území stejnojmenného národního parku.